# Karacaören, Boztepe
Karacaören là một thị trấn thuộc huyện Boztepe, tỉnh Kırşehir, Thổ Nhĩ Kỳ. Dân số thời điểm năm 2010 là 455 người.